# Kupres
Kupres (kyrilliska: Купрес) är en ort i kommunen Kupres i Kanton 10 i västra Bosnien och Hercegovina. Orten ligger cirka 93 kilometer väster om Sarajevo. Kupres hade 2 883 invånare vid folkräkningen år 2013.
Av invånarna i Kupres är 94,94 % kroater, 4,02 % bosniaker och 0,80 % serber (2013). Orten beboddes av ett betydande antal serber före Bosnienkriget.